# Échangeur du Palays
Pour le chemin du même nom, voir Chemin du Palays.
L’échangeur du Palays, prononcer [pa'lajs], est un échangeur autoroutier du périphérique de Toulouse au sud-est de Toulouse sur le territoire des communes de Toulouse, de Ramonville-Saint-Agne et de Labège dans le département de la Haute-Garonne en région Occitanie.

## Axes concernés
Les axes concernés sont les suivants :
- l'autoroute     (rocade Ouest) vers Bordeaux, Albi et vers Narbonne ;
- l'autoroute   (rocade Est) vers Tarbes, Pau et Bayonne ;
- la route métropolitaine M 113A vers Ramonville-Saint-Agne (ancienne ) ;
- la route métropolitaine M 916 vers Labège.

## Desserte
- Parc d'Activité du Palays
- Parc technologique du Canal
- Labège Innopole